# Agrosteella jini
Agrosteella jini es un insecto coleóptero de la familia Chrysomelidae.
Fue descrita científicamente por primera vez en 2002 por Ge, Wang, Yang & Li.